# 初台
初台（日语：／ Hatsudai */?）是東京都澀谷區的地名。現行行政地名為初台一丁目與二丁目。已實施住居表示。2013年9月30日的人口有7,684人。郵遞區號為151-0061。

## 概要
位於東京都澀谷區北部，屬代代幡地域，町域北端一部分是新宿區（西新宿）區界。北與澀谷區本町之間以甲州街道為界，東與澀谷區代代木之間以山手通為界。町域西與西南鄰接澀谷區西原，南端鄰接澀谷區元代代木町。
町內多為住宅區，以甲州街道沿線為中心的車站周邊多辦公大樓。

## 地名由來
太田道灌在代代木村建造八座砦（要塞），其中的一之砦（狼煙台）位於此地，因此稱為「初台」。另一說是此地為德川秀忠乳母初台局領地。

## 地域
公園
- 初台綠道（玉川上水舊水路）

教育
- 澀谷區立幡代小學校

機關
- 代代木警察署－管轄周邊區域。（所在地：本町）
- 澀谷消防署－管轄周邊區域。（所在地：神南）

## 交通
鐵路
- 京王電鐵京王新線 ■初台站－設有出入口。（所在地：本町）

## 備註
1. ↑  .   [2013-10-17]. （原始内容存档于2013-10-13）.
2. ↑  .   [2013-10-17]. （原始内容存档于2014-01-12）.

## 外部連結
- 澀谷區官方網站（页面存档备份，存于）
- 初台商盛會（页面存档备份，存于）